# Mòng biển Audouin

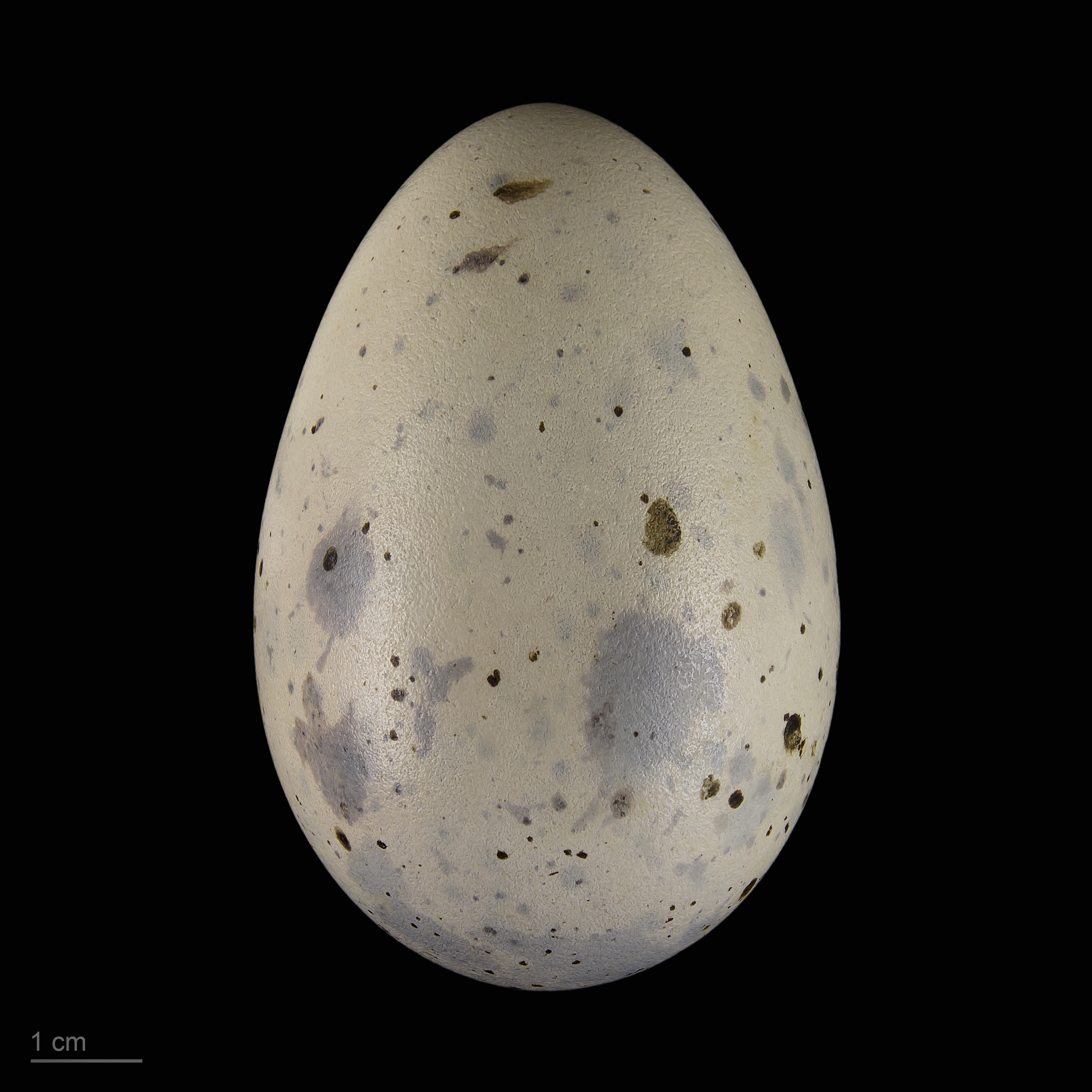
Ichthyaetus audouinii

Mòng biển Audouin, tên khoa học Ichthyaetus audouinii, là một loài chim trong họ Laridae.